# Spica/Hanabi/Moon
"Spica/Hanabi/Moon" là đĩa đơn của Lia, do Key Sounds Label phát hành lần đầu tiên vào ngày 15 tháng 8 năm 2003 tại Comiket 64, Nhật Bản, mang số catalog KSLA-0008. Đĩa đơn gồm một đĩa với ba ca khúc do Jun Maeda, Sorma, Yū Hagiwara, và Takumaru sáng tác, sắp xếp và sản xuất.

## Danh sách track
Tất cả các ca khúc được viết bởi Jun Maeda.
| STT | Nhan đề               | Arrangement | Thời lượng |
| --- | --------------------- | ----------- | ---------- |
| 1.  | "Spica"               | Sorma       | 5:07       |
| 2.  | "Hanabi"              | Yū Hagiwara | 5:07       |
| 3.  | "Moon"                | Takumaru    | 5:52       |
| 4.  | "Spica -Sorma remix-" | Sorma       | 5:41       |